# Karabiny Volkssturmgewehr

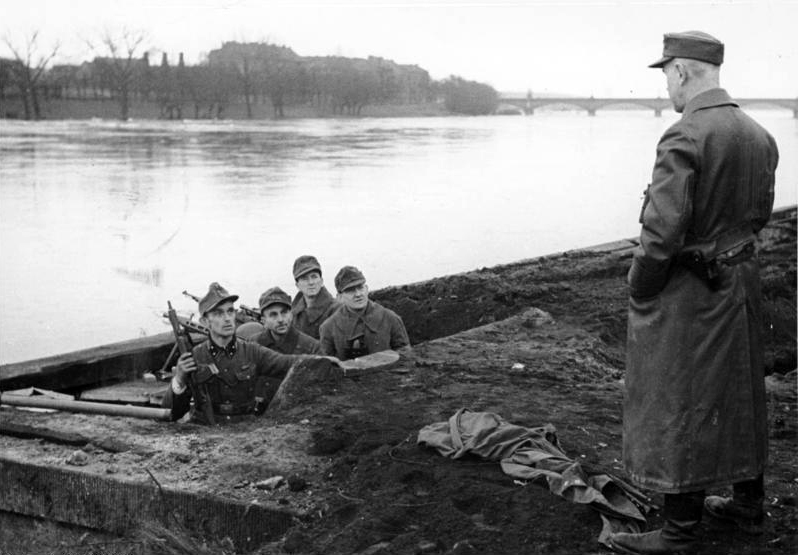
Stanowisko Volkssturmu na linii Odry. Żołnierz z lewej strony uzbrojony jest w jeden z karabinów serii volksstrumgewehr – VG 1-5

Volkssturmgewehr (z niem. karabin Volkssturmu) – seria skrajnie uproszczonych, niskiej jakości karabinów i karabinków opracowanych w III Rzeszy pod koniec II wojny światowej, dla oddziałów Volkssturmu.

## Historia
Dramatyczna sytuacja militarna III Rzeszy doprowadziła do powołania we wrześniu 1944 r. Volkssturmu, formacji o charakterze pospolitego ruszenia, w skład której powoływano osoby często w wieku pozapoborowym. Jako że jednostki te charakteryzowały się niską wartością bojową i przeznaczone były do działań na tyłach frontu, uzbrajano je przede wszystkim w broń drugiej jakości: przestarzałą lub zdobyczną. Ilość tego typu broni i zasilającej jej amunicji była jednak ograniczona, a niewydolna gospodarka w ostatnich miesiącach wojny nie mogła zapewnić Volkssturmowi wystarczającej ilości uzbrojenia. Aby temu zaradzić, utworzono Primitiv-Waffen-Programm, mający na celu opracowanie broni strzeleckiej o jak najprostszej konstrukcji, którą można było łatwo i szybko produkować. Efektem było opracowanie szeregu prymitywnych karabinów i karabinków określanych jako Volksstrumgewehr (skr. VG).

## Warianty
Warianty karabinu:

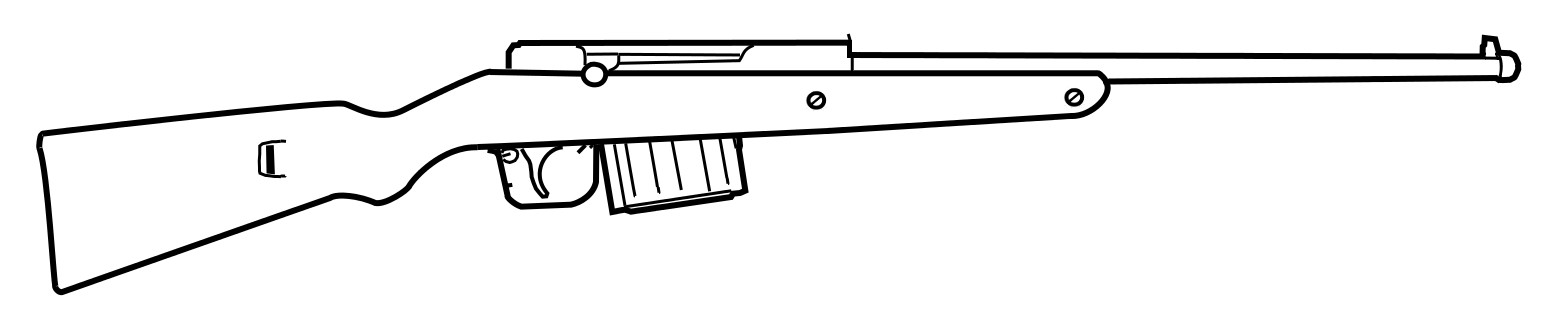
VG1

- VG1 – karabin powtarzalny opracowany w zakładach Walther, produkowany również przez małe zakłady rusznikarskie w wielu różniących się szczegółami odmianach. Komora zamkowa była frezowana ze stalowego pręta. Zamek posiadał dwa rygle w przedniej części, a rolę trzeciego pełniła rączka zamkowa. Do produkcji używano w zasadzie wszelkich pasujących kalibrem luf, jakie były w danej chwili dostępne. Nieregulowana, przystrzelana na stałą odległość szczerbinka była prostym wycięciem umieszczonym między komorą zamkową a lufą. Mechanizm spustowy wykonany z części tłoczonych zespolonych ze sobą kołkami. Łoże karabinu było stosunkowo krótkie i nie osłaniało lufy, nie stosowano również nakładek na lufę. VG1 zasilany był nabojami 7,92 × 57 mm ze standardowych 10 nabojowych magazynków pochodzących z karabinów Gew43. Mimo wyposażenia karabinu w wymienny magazynek, żołnierze Volkssturmu z reguły nie byli wyposażani w ich zapas, przez co w praktyce pełnił on funkcję magazynka stałego[1][2].

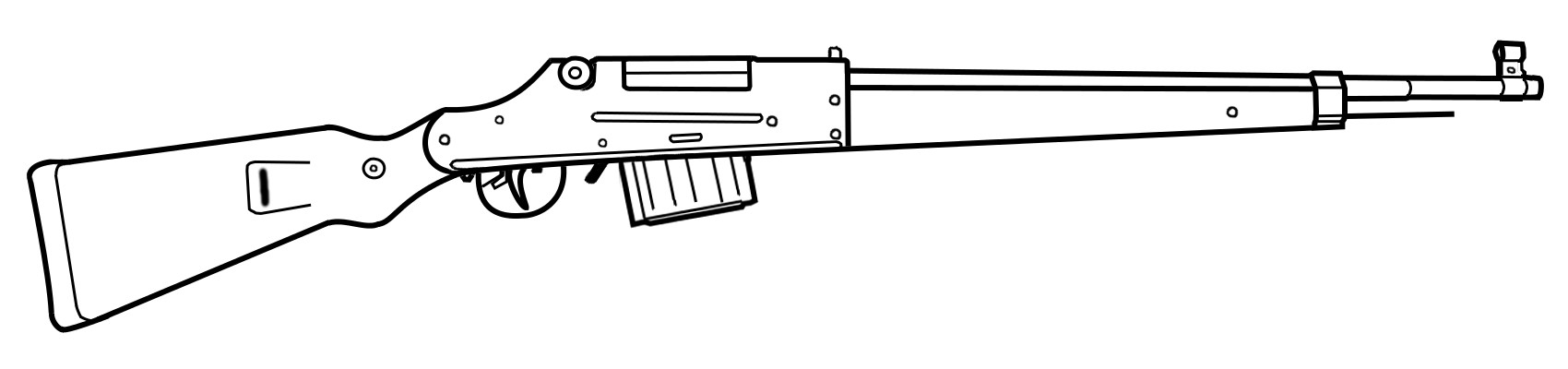
VG2

- VG2 – karabin powtarzalny produkowany przez zakłady Spreewerk. Centralną część broni stanowi wykonana z części tłoczonych masywna komora zamkowa, do której przytwierdzona jest kolba i lufa z łożem przednim. Zamek posiadał dwa rygle w przedniej części. Do karabinów VG1 stosowano lufy zaadaptowane z karabinów maszynowych używanych w Luftwaffe. Nieregulowana, przystrzelana na stałą odległość szczerbinka była prostym wycięciem umieszczonym na komorze zamkowej. Mechanizm spustowy wykonany z części tłoczonych zespolonych ze sobą kołkami. VG2 zasilany był nabojami 7,92 × 57 mm ze standardowych 10 nabojowych magazynków pochodzących z karabinów Gew43. Brak odpowiedniego wycięcia w komorze zamkowej, uniemożliwiał zastosowanie łódek nabojowych, przez co strzelec zmuszony był ładować magazynek pojedynczymi nabojami[3][4].
- VG3 (VG45) – karabinek powtarzalny opracowany w zakładach Rheinmetall. VG3 był zbliżony konstrukcyjnie do karabinu VG1, jednak przystosowano go do zasilania amunicją pośrednią 7,92 × 33 mm z 10 lub 30 nabojowych magazynków pochodzących z karabinków automatycznych StG44. Rheinmetall otrzymał zamówienie na dostarczenie 25 tys. VG3, jednak nie zdążono rozpocząć produkcji z powodu zbombardowania fabryki przez aliantów[5].
- karabinek Erma-Werke – karabinek powtarzalny opracowany w zakładach Erma-Werke. O broni tej niewiele wiadomo, nie jest zatem jasne, czy karabinek ten trafił w ogóle do produkcji seryjnej, czy też pozostał na etapie prototypu, nie jest też znana jego oficjalna nazwa. Karabinek wykorzystywał dużą ilość części tłoczonych podobnie jak VG2 i zasilany był amunicją pośrednią 7,92 × 33 mm z 10 lub 30 nabojowych magazynków ze StG44[6].
- VG5 (VK98) – skrajnie uproszczona wersja karabinu powtarzalnego Kar98k, produkowana w zakładach Steyr Mannlicher. Mechanizm VG5 działał analogicznie jak w pierwowzorze, jednak zasadniczą różnicą było stosowanie niewykończonych, bardzo złej jakości części. Łoże karabinka zostało skrócone, a broń pozbawiona nakładki na lufę. Karabin zasilany był nabojami 7,92 × 57 mm ze stałego 5 nabojowego magazynka[7].

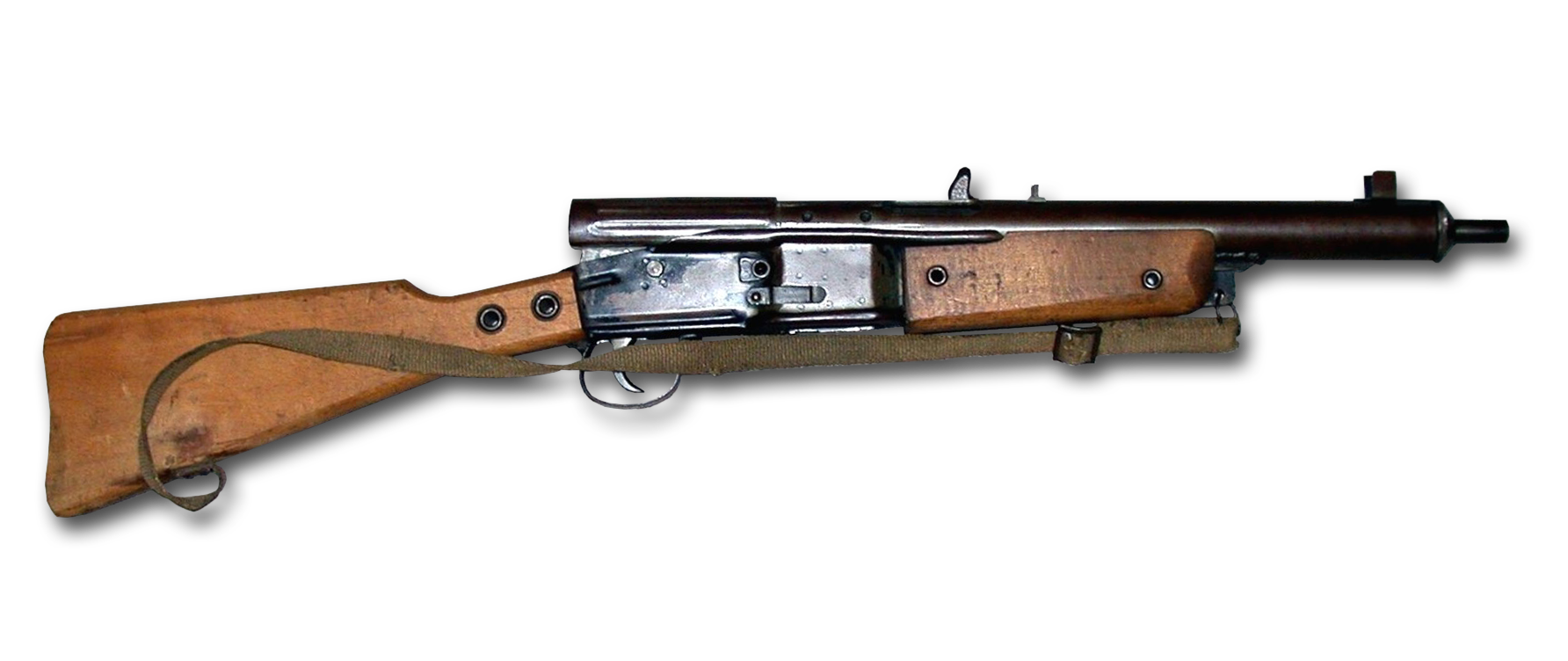
VG 1-5 (bez magazynka)

- VG 1-5 (Gustloff Geräts 507) – jedyny karabinek samopowtarzalny z serii volksstrumgewehr i jednocześnie najbardziej rozpoznawalny ze wszystkich projektów. Został opracowany w zakładach Gustloff Werke. Automatyka broni działała na zasadzie zamka półswobodnego. Karabinek zasilany był nabojami 7,92 × 33 mm z 10 lub 30 nabojowych magazynków ze StG44. Wyprodukowano ok. 10 tys. sztuk[8].